# Sena Tomita
Sena Tomita –en japonés, 冨田せな, Tomita Sena– (Myoko, 5 de octubre de 1999) es una deportista japonesa que compite en snowboard, especialista en la prueba de halfpipe.
Participó en dos Juegos Olímpicos de Invierno, obteniendo una medalla de bronce en Pekín 2022, en la prueba de halfpipe, y el octavo lugar en Pyeongchang 2018, en la misma prueba.
Adicionalmente, consiguió una medalla de oro en los X Games de Invierno 2022.

## Medallero internacional
| Juegos Olímpicos | Juegos Olímpicos | Juegos Olímpicos  | Juegos Olímpicos |
| Año              | Lugar            | Medalla           | Prueba           |
| ---------------- | ---------------- | ----------------- | ---------------- |
| 2022             | Pekín (China)    | Medalla de bronce | Halfpipe         |

| X Games de Invierno | X Games de Invierno    | X Games de Invierno | X Games de Invierno |
| Año                 | Lugar                  | Medalla             | Prueba              |
| ------------------- | ---------------------- | ------------------- | ------------------- |
| 2022                | Aspen (Estados Unidos) | Medalla de oro      | Superpipe           |